# Верчи, Джованни Баттиста
Джова́нни Батти́ста Ве́рчи (итал. Giovanni Battista Verci, также Giovanni Battista Vèrci и Giambattista Verci; 8 сентября 1739, Бассано, Венецианская республика — 30 октября 1795, Ровиго, Венецианская республика) — итальянский историк и писатель.

## Биография
Родился в мелкой дворянской семье ломбардского происхождения. Отец — Маттео (итал. Matteo), мать — Маргерита урождённая Бортолацци (Margherita Bortolazzi). Дядя по отцовской линии Джованни Андреа Верчи (Giovanni Andrea Verci) был протоиереем в Бассано. В возрасте 14 лет украл у дяди 100 цехинов, которые проиграл в азартные игры, после чего сбежал из дома. Был проклят семьёй и лишён наследства, и получил прощение лишь при условии, что станет священником. В 1755 году принял постриг и обучался церковным дисциплинам сперва в Бассано у своего дяди, а затем — в Виченце и Падуе. В 1762 году отказался от церковной карьеры, а в 1764 году без согласия родителей женился на Анне Марие Тривеллини (Anna Maria Trivellini).
В 1765 году вернулся на родину, в Бассано, где устроился на работу в знаменитое по всей Европе книжное издательство семьи Ремондини на должность корректора. В 1773 году скончался отец Верчи, и тот занял его должность в городском совете. В 1769 году опубликовал в Вениеции свою первую книгу — сборник стихов бассанских поэтов. В 1770-х годах опубликовал несколько книг по истории Бассано, биографий деятелей культуры и искусства, а также свой единственный галантный роман «История Дели». В 1770 году стал членом Академий искусств Роверето и Беллуно, а в 1771 году был среди основателей Академии предпринимателей Бассано, в которую за пару лет вступили около 40 членов.
В 1778 году предпринял путешествие в Тосканcкое и Миланское герцогства и в Генуэзскую республику. По результатам поездки написал и опубликовал в следующем году книгу об истории семьи средневековых правителей Эццелини, в частности Эццелино I да Романо, в которой он попытался обелить его историческую роль, рисовавшуюся до той поры преимущественно чёрной краской. С начала 1780-х годов роль Верчи в издательстве Ремондини существенно возросла — Джованни Баттиста отвечал за редактуру, компиляции и переводы, он стал доверенным лицом её владельца Джузеппе, за чьим столом ежедневно обедал. В 1782 году Ремондини предложил ему возглавить филиал издательства в Испании, чтобы затем оттуда перебраться в её американские колонии и заняться завоеванием новых рынков на другом берегу Атлантики, однако в этот момент вспыхнул вооружённый конфликт между Испанией, Португалией и Англией, поездка была сочтена небезопасной и отменена. 
С 1782 по 1787 годы одновременно с работой на Ремондини выполнял обязанности архивариуса в городском архиве Бассано. Между 1780 и 1782 годами был назначен вместо своего племянника Алессандро Тривеллини (Alessandro Trivellini) на должность счетовода некоммерческой микрокредитной организации монте ди пьета; в 1786 году был обвинён вместе с племянником в похищении с баланса организации 90 000 лир и был вынужден скрываться в Болонье. В декабре 1787 года был приговорён к тюремному заключению и помещён в тюрьму, однако благодаря вмешательству влиятельных друзей его приговор был пересмотрен, в марте 1788 года он был освобождён из-под стражи, а в 1793 году ему снова было поручено управление монте ди пьета — на этот раз уже в качестве казначея. Параллельно с этими событиями Верчи была написана и опубликована в венецианском издательстве в 1786—1791 годах 20-томная история Тревизской и Веронской марки.
Несмотря на то, что в Бассано располагалось одно из крупнейших европейских книжных издательств своей эпохи, найти интересовавшие Верчи книги в этом небольшом городке было проблемой. Для решения этой проблемы он постепенно вступил в интенсивную переписку со многими авторами, как итальянскими, так и зарубежными. Среди его корреспондентов были Чезаре Беккариа, Пьетро Верри, Вольтер, Эдвард Гиббон, Карло Денина, Антонио Дженовези, Джованни-Ринальдо Карли, Монтескьё, Уильям Робертсон, Жан-Жак Руссо, Дэвид Юм и другие. Эти знакомства стали основой осуществления Джованни Баттистой Верчи труда, который он считал главным в своей жизни — перевода французского 23-томного французского биографического словаря, который он делал совместно с Джузеппе Дженнари (Giuseppe Gennari) и Франческо Каррарой (Francesco Carrara), который был дополнен ими примерно 5000 биографическими статьями о знаменитых итальянцах.
Однако, Словарь увидел свет уже после смерти своего создателя, в 1796 году. А Джованни Баттиста Верчи скоропостижно скончался 30 октября 1795 года, будучи в Ровиго у своего друга историка Франческо Дона (Francesco Donà).

## Публикации
Ниже приведён список первых публикаций произведений Джованни Баттисты Верчи:
- Rime scelte d’alcuni poeti bassanesi che fiorirono nel secolo XVI («Избранные стихотворения некоторых бассанских авторов, творивших в XVI веке»), 1769
- Compendio istorico della città di Bassano («Исторический очерк о городе Бассано»), 1770
- Istoria di Deli, o sia avventure curiose di un Turco, nel quale sono narrate le peripezie di un giovane turco, figlio di madre francese, innamorato di una fanciulla destinata all’harem («Делийская история, или любопытные приключения одного турка, в которых рассказывается о приключениях молодого турка — сына французской матери, влюблённого в девицу, предназначенную в гарем»), 1771
- Notizie intorno alla vita e alle opere degli scrittori di Bassano («Сведения о жизни и творчестве бассанских писателей»), 1775
- Notizie intorno alla vita e alle opere de’ pittori, scultori e intagliatori di Bassano («Сведения о жизни и творчестве бассанских художников, скульпторов и ваятелей»), 1775
- Lettera di un anonimo al nob. Sig. G. B. Verci sulla origine di Bassano («Письма анонома благородоному господину Д. Б. Верчи об истоках Бассано»), 1776
- Dello stato di Bassano intorno al Mille («О состоянии Бассано около тысячного года»), 1777
- Статья «Бассано и его окрестности» для XXX тома итальянского издания «Новой географии» Бюшинга, 1777
- Elogio storico del famoso ingegnere Bartolomeo Ferracino, abile costruttore di orologi, automi, macchine idrauliche e torchi («Хвалебные заметки о знаменитом инженере Бартоломео Феррачино, умелом создателе часов, автоматов, гидравлических машин и осветительных приборов»), 1777
- Storia degli Ezzelini («История семьи Эццелини»), 1779
- Storia della Marca Trivigiana e Veronese («История Тревизской и Веронской марки» в 20 томах), 1786—1791
- Nuovo Dizionario storico, ovvero storia in compendio di tutti gli uomini illustri, tradotto sulla I edizione francese, corretto e arricchito di molti articoli («Новый исторический словарь, или исторический очерк обо всех знаменитых людях, переведённый с первого французского издания, исправленный и дополненный многими статьями» в 23 томах), 1796 — посмертная публикация, подготовленная к печати Джузеппе Дженнари (Giuseppe Gennari и Франческо Каррарой (Francesco Carrara)
- Le memorie autobiografiche di Verci, pubblicate per la prima volta nel 1828 («Автобиографические воспоминания Верчи, опубликованные впервые в 1828 году»), 1828 — посмертная публикация, подготовленная Д. Б. Роберти (G. B. Roberti)
- Memorie della vita e delle opere di Giambattista Verci («Воспоминания о жизни и творчестве Джамбаттисты Верчи»), 1982 — посмертная публикация, подготовленная Д. Б. Винко (G. B. Vinco)